# Mouvement des stylos rouges
 (août 2023).
Si vous disposez d'ouvrages ou d'articles de référence ou si vous connaissez des sites web de qualité traitant du thème abordé ici, merci de compléter l'article en donnant les références utiles à sa vérifiabilité et en les liant à la section « Notes et références ».
Le mouvement des Stylos Rouges est un groupe autonome de défense des intérêts des personnels français de l’Éducation créé en 2018. Il s'agit d'un collectif de militants issus des métiers de l'éducation. Marqué par ses exigences sociales, sur les revalorisations salariales, il assume cependant diverses prises de position en faveur d'un enseignement traditionnel, du besoin nécessaire de sanctions et du respect de la loi sur la laïcité dans les écoles.

## Création du collectif
Début décembre 2018, durant les premières semaines du mouvement des Gilets jaunes, un collectif des « stylos rouges » se constitue sur un groupe Facebook privé. Il est composé de 25 000 enseignants des écoles, des collèges et des lycées. Le groupe prend rapidement de l'ampleur en rassemblant près de 60 000 professeurs en 4 semaines, et en compte près de 74 000 en avril 2021, près de 76 000 membres en août 2023, 76 200 en août 2025.
Rapidement, les membres se rassemblent en groupes locaux d'académies, calquant ainsi l'organisation géographique de l'Éducation nationale.

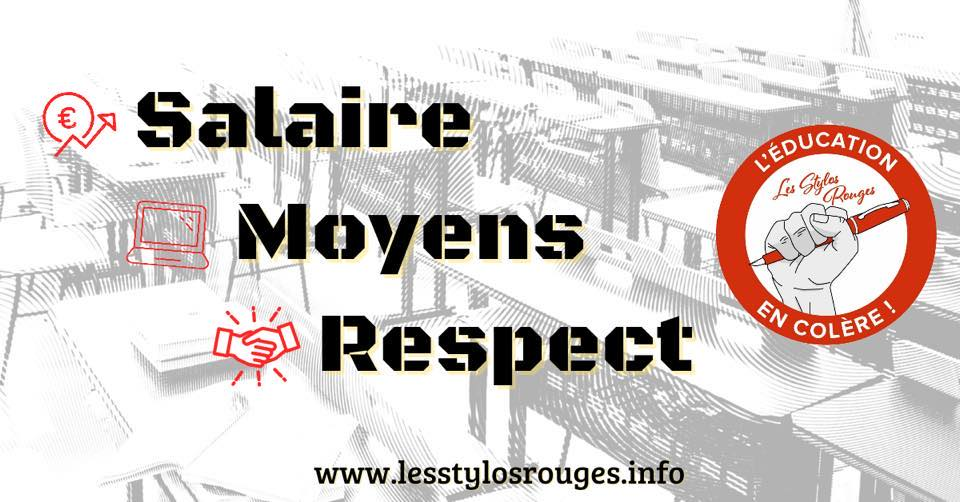
Banderole du Mouvement des Stylos rouges

Un manifeste est écrit de manière collaborative dès janvier 2019 et soumis au vote. Un slogan en trois termes est choisi : « Salaires, moyens, respect ». 
La presse nationale s'intéresse de près au mouvement,, et couvre les actions locales comme nationales : manifestation devant le ministère de l'Éducation nationale, envahissement de la pyramide du Louvre, construction de murs de livres devant les accès des rectorats et des inspections académiques,,.
D'autres groupes Stylos rouges apparaissent dans certains pays francophones, notamment celui du Burkina Faso qui rassemble 62 900 membres en août 2023. 

## Revendications

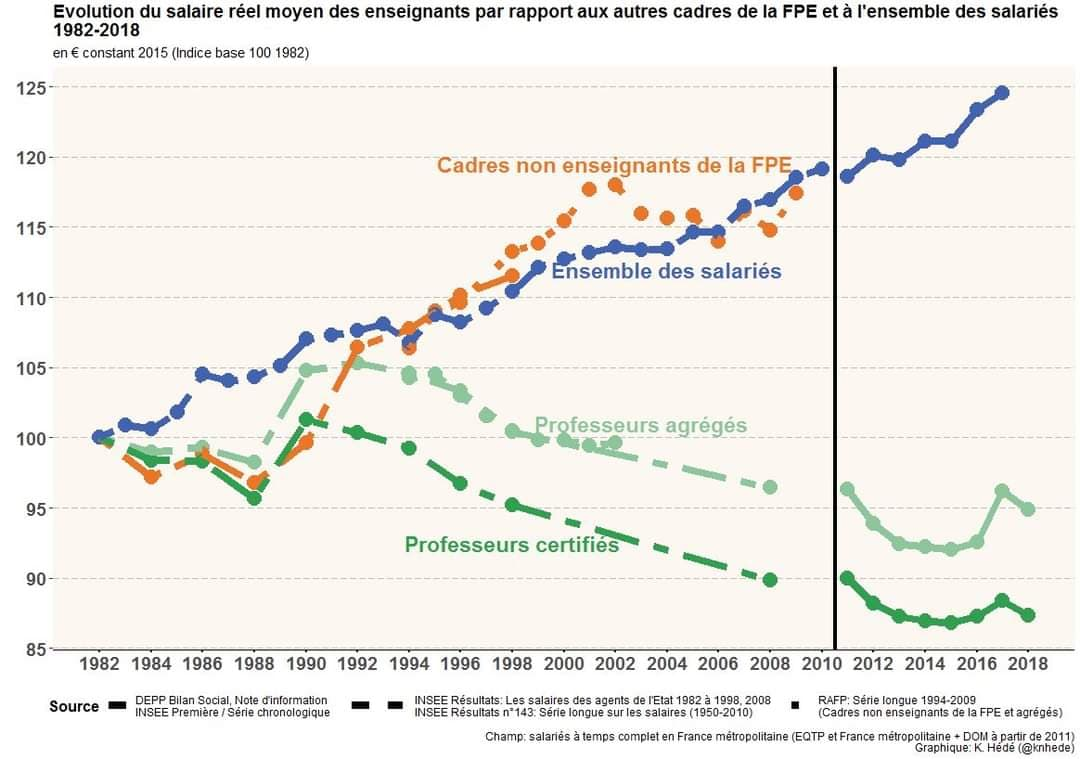
Évolutions des salaires enseignants comparés à ceux de l'ensemble des fonctionnaires de l'État et aux salariés français

La principale revendication des Stylos Rouges, se fondant sur des études internationales (OCDE) qui établissent le déclassement professionnel et salarial des différents corps de professeurs en France, porte sur un rattrapage massif des salaires afin de compenser la perte de pouvoir d'achat due à l'inflation. Le collectif alerte aussi sur les causes de l'épuisement professionnel face à des conditions de travail souvent très dégradées et dénonce le manque de soutien de la hiérarchie de l'Éducation nationale ainsi que le « prof-bashing ». En cela, le mouvement des Stylos rouges reprend les problématiques soulevées par le hashtag #Pasdevague qui était très présent sur les réseaux sociaux en octobre-novembre 2018 avec plus de 40 000 témoignages de professeurs sur le manque de réactivité de l'institution face aux violences scolaires et à la culture du silence dans les établissements scolaires français.
Dès le 7 janvier 2019, le ministre de l'Éducation nationale rencontre des représentants de ce mouvement en affirmant à propos des salaires des professeurs : « Je suis d'accord avec le diagnostic posé par les Stylos rouges […] Je n'ai aucun problème avec cela ».

## Actions

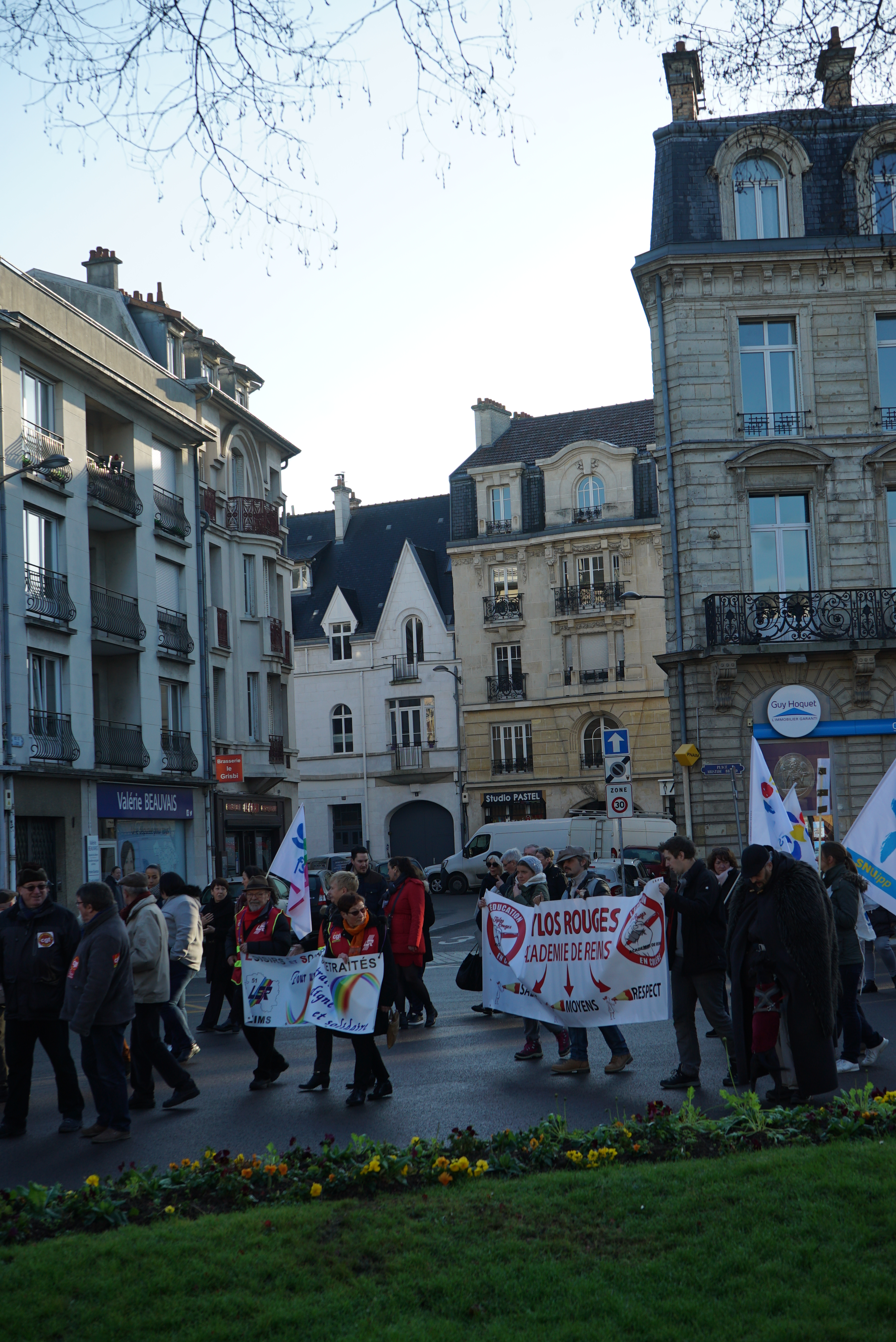
Les Stylos rouges, lors d'une manifestation contre la réforme des retraites à Reims (16 1 2020).

### 2019
Le mouvement des Stylos rouges est à l'origine de l'appel à la grève des examens en signe de protestation contre la réforme du lycée et du baccalauréat dans la loi pour une école de la confiance, dite loi Blanquer. Le collectif est reçu à deux reprises au ministère de l'Éducation nationale et obtient des engagements sur l'augmentation des salaires des professeurs et agents du ministère de l'Éducation.
Très impliqués contre la réforme des retraites dès l'automne 2019, les membres du mouvement continuent à échanger via Facebook et Twitter et à proposer des solutions aux décideurs publics et aux citoyens.

### 2020
Le caractère numérique et donc à distance de l'engagement de ses membres trouve une résonance durant la pandémie de Covid-19 à partir de mars 2020. En recueillant des milliers de témoignages et en se basant sur une revue de presse journalière, le collectif élabore une « carte Covid » des Stylos Rouges permettant de recenser les établissements impactés par la crise sanitaire.
Le 30 décembre 2020, le collectif dépose une pétition pour une augmentation de 20 % des salaires sur le site de l'Assemblée nationale et recueille plus de 15 450 signatures authentifiées via FranceConnect, ce qui en fait la 4e pétition la plus signée de manière authentifiée de l'histoire de l'Assemblée nationale[réf. nécessaire]. Cette pétition est cependant classée sans suite par la commission des Affaires culturelles et de l'Éducation le 15 décembre 2021.

### 2021
En février 2021, ils sont les premiers à constater la circulation active du virus dans les écoles (clusters) et à demander dans la presse « la mise en place d'une protection sanitaire ambitieuse dans les lieux d'apprentissage » afin de maintenir les classes ouvertes.
En mars 2021, le mouvement décide d'engager ses membres à porter plainte contre le ministre de l'Éducation nationale pour mise en danger de la vie d'autrui lors de la crise sanitaire. La plainte est déposée par Me Jean-Baptiste Soufron devant la Cour de justice de la République, ce dont la presse nationale se fait l'écho,,.
À la rentrée scolaire de septembre 2021, le groupe établit une nouvelle carte collaborative illustrant la pénurie de personnel dans l'Éducation Nationale, annonçant la crise Omicron qui aggrave la situation scolaire en janvier 2022.

### 2022
Lors de la campagne présidentielle de 2022, un état des lieux de l'Éducation est dressé par les Stylos Rouges qui décident d'interpeller tous les candidats à l'élection dans le but de connaître et de diffuser leur positionnement vis-à-vis des principales revendications du collectif. Le sujet des salaires entre de plain-pied dans la campagne électorale avec la proposition d'Anne Hidalgo de doubler les salaires des enseignants.
En janvier 2022, les Stylos Rouges se mobilisent autour d'une tribune rassemblant 2 700 employés de l'éducation, parue dans Le Journal du dimanche en réponse à l'action d'Emmanuel Macron- et de Jean-Michel Blanquer depuis mai 2017.

### 2023
En janvier 2023, les Stylos Rouges appellent à la grève illimitée pour dénoncer la réforme des retraites du gouvernement Élisabeth Borne. Ils rejoignent l'intersyndicale unitaire.
Le 16 mars 2023, paraît École. Le crépuscule du savoir chez Michalon, co-écrit par deux des porte-paroles du mouvement.
En juin 2023, le mouvement des Stylos Rouges met en lumière l'incapacité du ministre de l'Éducation Pap Ndiaye à juguler l'hémorragie de démissions dans l'Éducation nationale : 143 703 démissions en quatre ans, soit 17 % du corps enseignant en France,.

### 2024
Après trois ministres nommés en six mois à l'Éducation, les Stylos rouges dénoncent "l'incohérence de la politique éducative du président Macron et ses contradictions permanentes", ainsi que les mensonges avérés et propos déplacés de la ministre Amélie Oudéa-Castéra sur le système public d'éducation, confirmant la parole des personnels de terrain sur la maltraitance institutionnelle à l'œuvre dans l'Éducation nationale.
En février 2024, ils apportent leur soutien aux actions et aux professeurs qui dénoncent la vétusté des lycées et la dégradation des conditions de travail des professeurs comme des conditions d'études des élèves (comme à Cachan, ou à Sevran). 
Ils rejoignent en février 2024 l'intersyndicale contre le "Choc des savoirs". Malgré un vote négatif à l'unanimité du Conseil supérieur de l'éducation, des arrêtés, publiés au Journal Officiel dans la nuit du 16 au 17 mars 2024, généralisent sans aucune expérimentation préalable les groupes de niveaux pour l'enseignement des mathématiques et du français en collège sur l'ensemble des heures de cours sur l'ensemble du territoire national.  Le mouvement des Stylos rouges appelle à la grève le 19 mars 2024.
Selon les administrateurs du groupe, les 4 milliards attribués dans le cadre du Service national universel (SNU) et les uniformes sont inutiles et doivent aller aux salaires et aux moyens (locaux et heures d'enseignement), dans une logique de respect des personnels de terrain et des élèves et d'amélioration de l'enseignement public en France.

### 2025
Le gouvernement Bayrou place au rang protocolaire n°1 la ministre de l’Éducation nationale, ministre d’État, Élisabeth Borne. Lors de sa prise de fonction, elle déclarait le 24 décembre 2024 : "Je ne suis pas une spécialiste de ces sujets". Le mouvement des Stylos rouges s'insurge contre cet amateurisme revendiqué.

## Publications
École. Le crépuscule du savoir paraît en mars 2023 chez Michalon. Co-écrit par Nicolas Gliere et Arnaud Fabre, deux des porte-paroles du mouvement, ce livre dresse un bilan sans concession du système éducatif et formule des propositions simples, chiffrées et applicables immédiatement. Voici les plus emblématiques, spécifiques au mouvement des Stylos rouges :
- augmentation de 1 000 euros nets par mois du salaire de chaque professeur. Coût : environ 10 milliards par an ;
- retour de tous les chefs d'établissement et de tous les inspecteurs devant les classes, à raison de 4 à 6 h par semaine pour le personnel de direction et d'un mi-temps devant les élèves pour les inspecteurs. Économies : environ 3,5 milliards sur cinq ans ;
- reprise en main de la discipline dans les classes : aucun élève perturbateur ne doit rester dans l'impunité ;
- réforme complète de la formation des professeurs: le pédagogisme a échoué. Il faut revenir aux fondamentaux et à des méthodes d'enseignement traditionnelles qui ont prouvé leur efficacité.
- augmentation massive du nombre d'heures de cours en français et en mathématiques et création d'une classe supplémentaire entre le CM2 et la 6e pour les élèves qui en ont besoin afin d'augmenter leur niveau de connaissances et de leur en donner le temps.

Le livre est salué par le monde de l'éducation. Des recensions, élogieuses sont publiées. En juillet 2025, l'ouvrage est référencé, selon le Sudoc, dans 43 Bibliothèques universitaires en France, dont la Bibliothèque Interuniversitaire de la Sorbonne (BIS).